# Хијерархијска анализа задатака
Прва спецификација за ХТА написана је 1967. године, од стране аутора Annett and Duncan.
Иако је ова метода прво развијана као средство за обуку и у то време нико није могао да претпостави какав ће успех доживети, данас као метода има тридесетогодишњу традицију решавања задатака на врло сигуран и једноставан начин, према некима (Kirwan & Ainsworth) најбоља техника анализе задатака.
Хијерархијска анализа задатака ХТА је широка метода анализе задатака, која се заснива на теорији перформансе и описује задатак на такав начин да се може посматрати кроз низ хијерархијски распоређених операција.

### Кратак опис
ХТА тражи од аналитичара да успостави услове, када различити под-задаци треба да буду спроведени у циљу испуњења захтева неког система.
Овај метод ствара хијерархију у три нивоа анализе задатака.
- Циљеви, систем у односу на жеље
- Задаци, структурана листа активности секвенцирана за постизање циљева
- Операције и акције, различите операције које човек мора да уради независно од система

Једносавни задаци немају структуирану анализу.

## Хијерархијска анализа задатака [ХТА][3]
Хијерархијска анализа задатка је систематичан метод описивања како је неки посао организован у циљу да задовољи општи циљ посла. То подразумева идентификовање од врха на ниже начина целокупног циља задатка, затим различите под-задатке и услове под којим они треба да буду спроведени да би циљ био постигнут. На овај начин, сложени задаци планирања могу бити репрезентовани као хијерархија операција – различите ствари које људи морају да ураде унутар система и планова – такорећи услове који су неопходни да би се ове операције успешно и квалитетно извршиле. 
Хијерархијска анализа задатка почиње наводећи општи циљ који једна особа треба да постигне. То је затим поновно описано као скуп под-операција и планова прецизирајући када ће они бити спроведени. Добар план је суштинска компонента хијерархијске анализе задатка јер описује изворе информација које оператер мора да познаје, како би се сигнализовала потреба за различитим активностима. Свака под-операција може бити поновно даље описана ако аналитичар то изричити захтева, опет, то се дешава само у условима других операција и планова. 
Питање које се појављује је да ли је потребно да се подигне нека специфична операција на виши ниво детаљисања, зависи од тога да ли аналитичар верује да је вероватно да ће значајни режим грешке да буде откривен путем детаљнијих, финијих и подробније описаних анализа. На пример, операција „пуњење реактора“ може бити пример адекватног нивоа описа ако аналитичар сматра да је могућност грешке на ниском нивоу, и/или да последице те потенцијалне грешке неће бити озбиљне. 
Ако су последице од пропуста да се не чека док притисак не опадне озбиљне и/или ако је пропуст да се притисак неће проверавати био вероватан, онда би било неопходно да се пробије операција „пуњење реактора“ до својих финалних корака. Нажалост, све док аналитичар не пробије даље операцију, тешко је да се замисли како под-операција на следећем нижем нивоу пробијања може да опадне, и какве тај неуспех може да изазове последице. 
У пракси, детаљније разматрање општег квалитета ПИФ-ова (на пример, обуке, тренинга, супервизије, процедура) када ситуација пролази кроз евалуацију, ће дати добру индикацију око целокупне укупне вероватноће грешака у конкретном раду који се оцењује. Слично томе, последице грешака могу бити процењене у смислу целокупне људске рањивости подсистема који се разматра. Ако узмемо у обзир све ове факторе заједно, обично је очигледно где би требало да анализа буде прекинута. Нивои који праве разлике у детаљима, могу бити неопходни за различите сврхе, на пример анализе ризика, спецификације или процедуре дизајна. 
Постоје два основна начина за приказивање хијерархијске анализе задатака: 
- дијаграмски
- табеларни формат

Дијаграми се могу лакше прилагодити али табеле се обично више темељне јер могу да се додају детаљне белешке.

## Основни принципи
У почетку, метода се заснивала на позитивним одговорима на горе постављена питања, данас, модерније методе ХТА би вероватно дале негатовне одговоре на нека од наведених питања.
По Anett, теорија се заснива на циљно усмерено понашање које садржи под-циљну хијерархију повезану плановима. Тако се перформансе ка циљу могу описати на више нивоа анализе.
Три главна принципа која дефинишу хијерархијски тип анализе су:
1. На првом месту, разматра се задатак као део операције, док је операција дефинисана условима циља. Циљ подразумева објетивност система у реалним условима производних јединица, квалитета или неког другог критеријума.
2. Операција може бити спуштена у под-операцију неким под-циљем који је, поново, преиспитан у реалним условима, како би допринео укупном систему и крајњем циљу, такође преиспитан и у виду перформанси и критеријума.
3. Врло је битан однос између операција и под-операција јер се тиме ствара хијерархијски однос. Такође, задаци су чешће процедурисани тако да под-циљеви морају да достигну одређене секвенце.

Јако је битно да се прихвате ова три принципа ХТА, која су остала непромењена током више од четрдесет година.
Првим принципом дефинише се систем, који је условљен циљем. Циљ је изражен кроз услове неког објективног критеријума. Две битне ствари у овом принципу су да је ХТА циљно базирана, и да је анализа система садржана у ХТА. 
ХТА може бити коришћена за опис тимског рада, али и не људског система, она описује циљеве система кроз под-циљеве и операције те се може рећи да је бољи опис заправо „Хијерархијска анализа под-циљева задатака“.
Други принцип говори о дељивости, односно креирању под-операција у хијерархији. Под-операције дефинисане су под-циљевима који су такође описани хијерархијски.
Трећи принцип говори о хијрархијском односу циљева и под-циљева, под-циљеви морају бити задовољени како би се задовољили крајњи циљеви задатка.

## Пример
0. Хардверска надоградња рачунара
1. Упознавање са тренутном конфигурацијом
  1. Процесор
    1. Радни такст
    2. Број језгара
    3. Количина кеш меморије
    4. Подножје

  2. Радна меморија
    1. Капацитет
    2. Радни такт
    3. Латенција
    4. Тип

  3. Тврди диск
    1. Капацитет
    2. Валичина бафера
    3. Начин повезивања

  4. Графичка карта
    1. Такт графичког процесора
    2. Колилчина и тип меморије
    3. Начин повезивања/слот

  5. Матична плоча
    1. Додатни слотови за меморију
    2. Додатни слотови за графичку карту
    3. Додатни слотови за тврде дискове

  6. Напајање
    1. Снага
    2. Типови конектора
    3. Број одговарајућих конектора
2. Упознавање са потребама корисника
  1. Обрада текста
  2. Програмирање
  3. Обрада видеа и слике
    1. Ниво комплексности

  4. Видео игре
    1. Ниво захтевности у зависности од интересовања корисника
3. Финансијске могућности
  1. Компромис, уштеда на одређеној компоненти
  2. Могућност одложеног плаћања